# Сребро оксид батерија
Сребро-оксид батерија (ИЕЦ код: С) је примарна ћелија која користи сребрни оксид као катодни материјал и цинк за аноду. Ове ћелије одржавају скоро константан називни напон током пражњења док се потпуно не испразне. Доступне су у малим величинама као ћелије у облику дугмади, где је количина коришћеног сребра минимална и не доприноси претерано увећању укупне цене производа.
Примарне батерије са сребрним оксидом чине 30% укупне продаје примарних батерија у Јапану (64 од 212 милиона у фебруару 2020. године).
Велике сребро-оксидне батерије коришћене су на раним ИЦБМ-има и вештачким сателитима због њиховог високог односа енергије и тежине. На пример, користили су их извиђачки сателити Цорона, као и горњи степен ракете Агена-Д. Касније су такође коришћени у Аполо лунарном модулу и лунарном роверу.
Батерија са сребрним оксидом користи сребро(I)оксид као позитивну електроду (катоду), цинк као негативну електроду (аноду), плус алкални електролит, обично натријум хидроксид (НаОХ) или калијум хидроксид (КОХ). Сребро се на катоди редукује из Аг(I) у Аг, а цинк се оксидује из Зн у Зн(II).
Полућелијска реакција на позитивној плочи:
веза=https://fr.wikipedia.org/wiki/Fichier:Silver-oxide_battery_cell_equation.png|центар|300x300п
Сребрна оксидна батерија која се користи за напајање кварцног сата; батерија је означена да не садржи живу До 2004. године, све батерије са сребрним оксидом су садржавале до 0,2% живе, уграђене у цинк аноду да би спречиле корозију из алкалне средине. Ова корозија би се јавила без обзира на то да ли батерија обезбеђује напајање или не, што чини да је рок трајања важно питање код батерија са сребрним оксидом. Сони је почео да производи прве сребро-оксидне батерије без живе 2004. године.